# Flachau
Flachau är en ort och kommun i Österrike. Den ligger i distriktet Sankt Johann im Pongau i förbundslandet Salzburg. Flachau är en vintersportort med ett stort antal skidanläggningar, och orten ingår i skidnätverket Ski Amadé.
Kommunen består av fyra orter (Ortschaften) (inom parentes invånarantal 1 januari 2024):
- Feuersang (906)
- Flachau (950)
- Höch (551)
- Reitdorf (649)

Fram till 1800-talet hade Flachau distriktets ledande smältverk för järn. Ruinerna har sedan rivits, och det enda som lever kvar är namn på gator och byggnader.

## Berömda personer
- Hermann Maier (född 1972 i Flachau; österrikisk alpin skidåkare)
- Kaspar Steger, kapten (1780–1858); ledare för Radstadtfysiljärerna som slogs mot Frankrike och Bayern i femte koalitionskriget 1809.

### Fotnoter
1. ↑  ”Gemeindeverzeichnis 2024” (på tyska) (.ods). Statistik Austria. https://www.statistik.at/fileadmin/pages/453/RegGemVz2024.ods. Läst 20 augusti 2024.
2. ↑  ”Bevölkerung zu Jahresbeginn nach administrativen Gebietseinheiten (Bundesländer, NUTS-Regionen, Bezirke, Gemeinden) seit 2002” (på tyska) (.ods). Statistik Austria. https://www.statistik.at/fileadmin/pages/405/Bev_Zeitreihe_Jahresbeginn_Gebietseinheiten_2024.ods. Läst 20 augusti 2024.
3. ↑  Jenny Holmqvist (19 december 2012). ”Flachau” (på svenska). Expressen. https://www.expressen.se/allt-om-resor/flachau---nar-pister--familj-far-sta-i-fokus/. Läst 17 januari 2018.
4. ↑  ”Bevölkerung am 01.01.2024 nach Ortschaften (Gebietsstand 01.01.2024)” (på tyska) (.ods). Statistik Austria. https://www.statistik.at/fileadmin/pages/405/Bev_Ortschaften_2024.ods. Läst 20 augusti 2024.